# Anastazja Seul
Anastazja Beata Seul (ur. 1961) – polska literaturoznawczyni, teolog, dr hab. nauk humanistycznych, profesor Uniwersytetu Zielonogórskiego.

## Życiorys
31 maja 2000 obroniła pracę doktorską Roman Brandstaetter jako powieściopisarz i komentator Biblii w zakresie nauk humanistycznych, 8 marca 2004 uzyskała stopień doktora nauk teologicznych za pracę pt. Biblijno-literacki obraz Jana Chrzciciela w tetralogii powieściowej Romana Brandstaettera "Jezus z Nazarethu". 15 kwietnia 2015 habilitowała się.
Została zatrudniona na stanowisku adiunkta w Instytucie Filologii Polskiej na Wydziale Humanistycznym Uniwersytetu Zielonogórskiego.
Objęła funkcję profesora na Uniwersytecie Zielonogórskim.